# John Merrill Knapp
John Merrill Knapp (New York, 9 maggio 1914 – New York, 7 marzo 1993) è stato un musicologo statunitense.
Era considerato un'autorità sulla vita e le opere di Georg Friedrich Händel. Nato a New York City, Knapp si diplomò alla Scuola Hotchkiss prima di entrare all'Università Yale, dove conseguì un Bachelor of Arts nel 1936 e fu membro della Skull and Bones. Insegnò poi per breve tempo presso la Scuola Thacher a Ojai, in California, prima di tornare a Yale ed assumere la carica di vicedirettore del Yale Glee Club. Lasciò l'incarico per proseguire gli studi universitari alla Columbia University, dove conseguì un Master in Musica. Servì come ufficiale nelle operazioni della Terza Flotta della Marina degli Stati Uniti durante la seconda guerra mondiale (1942-1946), guadagnando due stelle di servizio e un nastro di encomio.
Nel 1946 Knapp fu assunto come insegnante di musica presso l'Università di Princeton. Rimase a Princeton per i successivi 36 anni, lavorando come assistente (1947-1953), professore associato (1953-1961) e professore ordinario (1961-1982). Fu presidente del dipartimento di musica di Princeton 1949-1951 e ha servito come decano dell'intero collegio 1961-1966. Ha ricoperto il ruolo di direttore del Princeton Glee Club 1941-1943 e 1946-1952. Al momento del suo ritiro nel 1982 fu nominato professore emerito di musica a Princeton. È morto di cancro alla prostata nel 1993 al Princeton Medical Center.